# Batalla de Mława
La Batalla de Mława, también conocida como Defensa de la posición de Mława, tuvo lugar al norte de la ciudad de Mława, en el norte de Polonia, entre el 1 y el 3 de septiembre de 1939. Fue una de las batallas iniciales de la invasión de Polonia y de la Segunda Guerra Mundial en general. Se libró entre las fuerzas del ejército polaco de Modlin al mando del general Krukowicz-Przedrzymirski y el 3.er ejército alemán al mando del general Georg von Küchler.: 43 

## Historia

### Víspera de la batalla
Como resultado del Tratado de Versalles, la nueva frontera germano-polaca quedó situada a sólo unos 120 kilómetros al norte de Varsovia, la capital polaca. En 1939, se pensaba que el ejército polaco de Modlin, dirigido por el general de brigada Emil Krukowicz-Przedrzymirski, era la principal fuerza defensiva que protegía las fronteras polacas desde el norte. Estaba situada a lo largo de la frontera con Prusia Oriental y debía detener el avance de las fuerzas enemigas hacia Varsovia, la Fortaleza Modlin. Poco antes de la guerra, se tomó la decisión de reforzar las defensas polacas mediante la construcción de una línea de fortificaciones de campaña y búnkeres de hormigón al norte de Mława, en el centro de las posiciones del ejército.
La principal línea de defensa del ejército se encontraba a lo largo de la línea de los ríos Narew y Vístula. Había varias fortificaciones del Siglo XIX en la zona, pero las llanuras al norte estaban casi indefensas. Para aliviar las acciones dilatorias en caso de una guerra con Alemania, el Estado Mayor polaco decidió que el ejército de Modlin debería ser transportado a la frontera con Prusia Oriental y defender la línea el mayor tiempo posible. Posteriormente, las unidades bajo el mando del general Przedrzymirski-Krukowicz debían retirarse hacia el sur y defender la línea de los ríos Narew y Vístula, junto con las fuerzas del Grupo Operativo Independiente de Narew.
Después de que comenzara la movilización secreta polaca en marzo de 1939, la 20.ª División de Infantería fue asignada al ejército de Modlin y transportada a la zona de Mława. Además, al comandante del ejército se le asignaron varios trenes cargados de hormigón y otros materiales de construcción y varios batallones de ingenieros de combate. Se decidió que se debería construir una línea de fortificaciones en el área controlada por esa división. El 19 de junio de ese año el proyecto estuvo listo y finalmente fue aprobado por el mariscal de Polonia Edward Rydz-Śmigły el 3 de julio.
La línea de trincheras y búnkeres de hormigón, protegidas por trincheras y obstáculos antitanques, se construiría a lo largo de una colina glaciar baja que domina el valle del río Mławka, al norte de la ciudad. El propio río podría ser bloqueado por una presa para mejorar la capacidad defensiva de la zona. En el centro se encontraba el terreno pantanoso de los pantanos de Niemyje, prácticamente intransitable para los vehículos blindados enemigos. Este pantano dividía la zona en dos flancos diferenciados. La sección occidental debía reforzarse con 68 búnkeres de hormigón, mientras que la oriental, mucho más corta, con 25.
En tiempos de paz, la 20.ª División estaba ubicada en Baranowicze. En caso de guerra con la URSS, se planeó como unidad de primera línea para defender una línea de fortificaciones alemanas de la Primera Guerra Mundial construidas allí en 1915. Por eso, la mayoría de sus soldados tenían experiencia en la defensa de posiciones fortificadas.

Búnker polaco construido por el Grupo Operativo Independiente Narew

El 14 de julio se inició la construcción de búnkeres en la sección occidental del frente, cerca de la ciudad de Mława. Fue llevado a cabo principalmente por los propios soldados, bajo el mando del jefe del 20º batallón de ingenieros, mayor Juliusz Levittoux. La construcción de los búnkeres del flanco oriental cerca del pueblo de Rzęgnowo comenzó el 12 de agosto. Pronto se unieron a los soldados varios voluntarios civiles que ayudaron a cavar las trincheras. Sin embargo, las posiciones no se terminaron hasta el estallido de la Segunda Guerra Mundial y muchos de los búnkeres no se completaron.

### Batalla
Al mediodía del 1 de septiembre de 1939, la línea de defensa polaca tripulada por la 20.ª División de Infantería fue atacada por el 1.º Cuerpo de Ejército al mando del general Walter Petzel.  Georg von Küchler, el comandante del Tercer Ejército alemán, ordenó a sus unidades que lanzaran ataques de sondeo en todo el frente polaco. Las tropas de la 11.ª División de Infantería fueron rechazadas por el 78.º Regimiento de Infantería polaco, mientras que las tropas de las Waffen-SS del SS-Standarte Deutschland, parte de la División Panzer Kempf, fueron detenidas por las defensas polacas en la aldea de Uniszki Zawadzkie y pidieron apoyo blindado. El 7º Regimiento Panzer llegó a las 15:00 y montó un asalto. Aunque las fuerzas atacantes estaban equipadas con tanques y apoyadas por aviones de combate, el asalto inicial fue repelido por Armata ppanc de 37 mm de fabricación polaca.wz. 36 36

### Consecuencias
La retirada se inició en la madrugada del 4 de septiembre. Aunque las unidades mecanizadas alemanas sufrieron grandes pérdidas y no pudieron mantener la persecución, el área al sur de Mława estaba muy poco boscosa y las fuerzas polacas fueron constantemente bombardeadas y ametralladas por la Luftwaffe alemana, sufriendo grandes pérdidas tanto en tropas como en tropas. y equipo. Aunque la posición fue abandonada, las fuerzas alemanas sufrieron pérdidas sustanciales y no fue hasta el 13 de septiembre que finalmente lograron llegar a la Fortaleza de Modlin, situada a menos de 100 kilómetros al sur.